# Verinòpolis
Verinòpolis fou una ciutat de l'Àsia Menor a Galàcia.
Es pensa que fou la romana Evagina, nom deformat a Phubagina. Sota els romans d'Orient es va dir Verinòpolis en honor de Verina la sogra de l'emperador Zenó, nom que es va deformar a Uranòpolis. Fou seu d'un bisbat esmentat entre els segles VI i IX. Les seves ruïnes foren descobertes al sud-oest de Kehune al vilayat d'Ankara.